# Niederösterreichische Südwestbahnen
Die Niederösterreichischen Südwestbahnen (NÖSWB) sollten nach Fertigstellung der Südbahn und der Westbahn diese beiden Bahnstrecken miteinander verbinden. Sie umfassten schließlich die Strecke Leobersdorf–Hainfeld–St. Pölten (Leobersdorfer Bahn) mit der Seitenlinie Traisen–Schrambach, die Strecke Wittmannsdorf–Piesting–Gutenstein (Gutensteinerbahn) sowie die Strecke Pöchlarn–Scheibbs–Kienberg-Gaming.
Die ersten Teilstrecken wurden 1877 eröffnet. Bereits 1878 übernahm der Staat die ursprünglich private k.k.priv. niederösterreichischen Südwestbahnen als k.k. niederösterreichische Staatsbahnen. Auf den Grenzsteinen der Bahnen findet sich aber immer noch die Abkürzung „SWB“.

## Lokomotiven
- Serie A
- Serie B
- Serie 1C
- Serie C